# Карабалиево
Карабалиево (на турски: Karaabalar, Караабалар) е село в околия Ковчаз, вилает Лозенград, Турция.

## География
Селото се намира в близост до българо-турската граница, на 52 km северно от Лозенград (Къркларели).

## История
В XIX век Карабалар е село в Лозенградската кааза на Одринския вилает на Османската империя. Според „Етнография на вилаетите Адрианопол, Монастир и Салоника“, издадена в Константинопол в 1878 година и отразяваща статистиката на населението от 1873, Кайбулар (Kaiboular) е село с 65 домакинства и 170 жители мюсюлмани.